# Domnall Mac Giolla Phádraig
Domnall Mac Giolla Phádraig (mort en 1185) est le dernier souverain effectif du royaume d'Osraige.

## Origine
En 1162 à la mort de Donnchad mac Gilla Pátraic Mac Giolla Phádraig Leth rí de Tuaisceat Osraighe depuis vers 1151, dont il est probablement le fils ainé, le royaume d'Osraige se trouve divisé en deux parties:  
- le nord (Tuaisceat Osraighe) qui est dévolu à Domnall Mac Gilla Patraic roi vers 1162/1163 qui est tué dès 1165 en combattant les Uí Mordha (O' Mores ) de Laois[2] et qui a comme successeur son homonyme Domnall Mac Giolla Phádraig (fl. 1172 mort en 1176).
- la partie sud (Deisceart Osraighe) contrôlée depuis 1165 par Domnall mac Cerbaill Mac Gilla Patraic  (mort en 1176)[3],[4]

## Règne
Domnall est probablement le fils aîné de Donnchad Mac Giolla Phádraig, il accède donc à la royauté sur la partie nord d'Osraige en 1168. À cette époque un antagonisme ancien oppose sa dynastie aux Mac Murchada du royaume de Leinster représentés à cette époque par Diarmait Mac Murchada qui avait tenté d'installer les Uí Cháellaide la famille dans laquelle il avait été élevé en fosterage comme souverain client d'Osraige.
Après la mort en 1166 en de son allié l'Ard ri Erenn Muirchertach MacLochlainn Diarmait mac Murchada est défait par 
Ruaidri Ua Conchobair qui marche sur Dublin et se fait reconnaître Ard ri Erenn, Domnall s'empresse de donner des otages à ce dernier en signe l’allégeance. Mac Murchada tente de se venger de ses vassaux infidèle mais ne nouveau vaincu il doit s'exiler en Angleterre. Les Mac Giolla Phádraig marquent leur attachement aux Ui Conchobar en faisant campagne avec eux jusqu'à Armagh mais dès août 1167 Diarmait Mac Murchada rétablit son autorité sur son domaine patrimonial d'Uí Cheinnselaigh.
Domnall Mac Giolla Phádraig prend alors une décision lourde de conséquences en aveuglant en 1168, son otage Éanna Ceannsealach, un fils de Diarmait Appuyé par ses alliés et des mercenaires anglais Mac Murchada lance une offensive sur les alliés d'Ua Conchobair dans l'ouest du Leinster et Domnall est expulsé au Connacht Une trêve entre les deux parties intervient, les mercenaires sont licenciés et une fille de Ua Conchobair est même promise un moment à Conchobar, le dernier fils légitime de Mac Murchada. La trêve est courte et avec l'appui de ses nouveaux alliés anglo-normands Mac Murchad conquiert le Leinster, Dublin et Waterford... avant de mourir en 1171 en laissant son héritage à son gendre Richard FitzGilbert de Clare. En octobre de la même année le roi Henri II d'Angleterre débarque en Irlande près de Waterford et reçoit la soumission de plusieurs souverains irlandais dont Domnall.
En 1172 Domnall Mac Giolla Phádraig tue Diarmait Ua Cáellaide Leth ri d'Osraige depuis 1170 et ancien protégé de Mac Murchada En 1175 il accompagne Raymond le Gros lors de la relève de la garnison de Limerick lorsqu'il est attaqué par Domnall Mor O'Brien. Les Annales des quatre maîtres relèvent que, sans doute à cette occasion, « le fils de Domnall fils de Donnchadh est tué par O'Brien ». Sa politique très prudente face aux anglo-normands lui permet de maintenir des relations pacifiques avec eux jusqu'à sa mort en 1185 et d'avoir pour successeur son fils (?) Máel Sechlainn qui conserve jusqu'à sa propre mort en 1193/1194 le nord de l'Osraige comme vassal des héritiers de Richard FitzGilbert de Clare

## Articles liés
- Liste des rois d'Osraige
- Mac Giolla Phádraig

## Sources
- Stokvis, Anthony Marinus Hendrik Johan, préface de H. F. Wijnman, Manuel d'histoire, de généalogie et de chronologie de tous les États du globe, depuis les temps les plus reculés jusqu'à nos jours, Israël, 1966, p. 272 Table n°28a Généalogie des rois d'Ossory I & Table n°28b Généalogie des rois d'Ossory II et des seigneurs de Haut-Ossory.
- (en) Emmet O' Byrne Dictionary of Irish History : Emmett O'Byrne Mac Gilla Pátraic (MacGillapatrick), Domnall
- (en) William Carrigan The History and Antiquities of the Diocese of Ossory
- (en) J.F. Shearman, « Loca Patriciana: Part XII. The Early Kings of Ossory: The Seven Kings of Cashel Usurpers in Ossory: The Kings of the Silmaelodra-Of the Clan Maelaithgen - Maelduin Mac Cumiscagh-Cearbhall Mac Dungal: The Anglo-Norman Invasion of OssoryMartin the Elder, a Patrician Missionary in Ossory: His Churches », The Journal of the Royal Historical and Archaeological Association of Ireland, vol. 4 no 33/34,‎ 1878, p. 336-408 (JSTOR 25506726) Consulté le 31 décembre 2020